# Хилер (целитель)

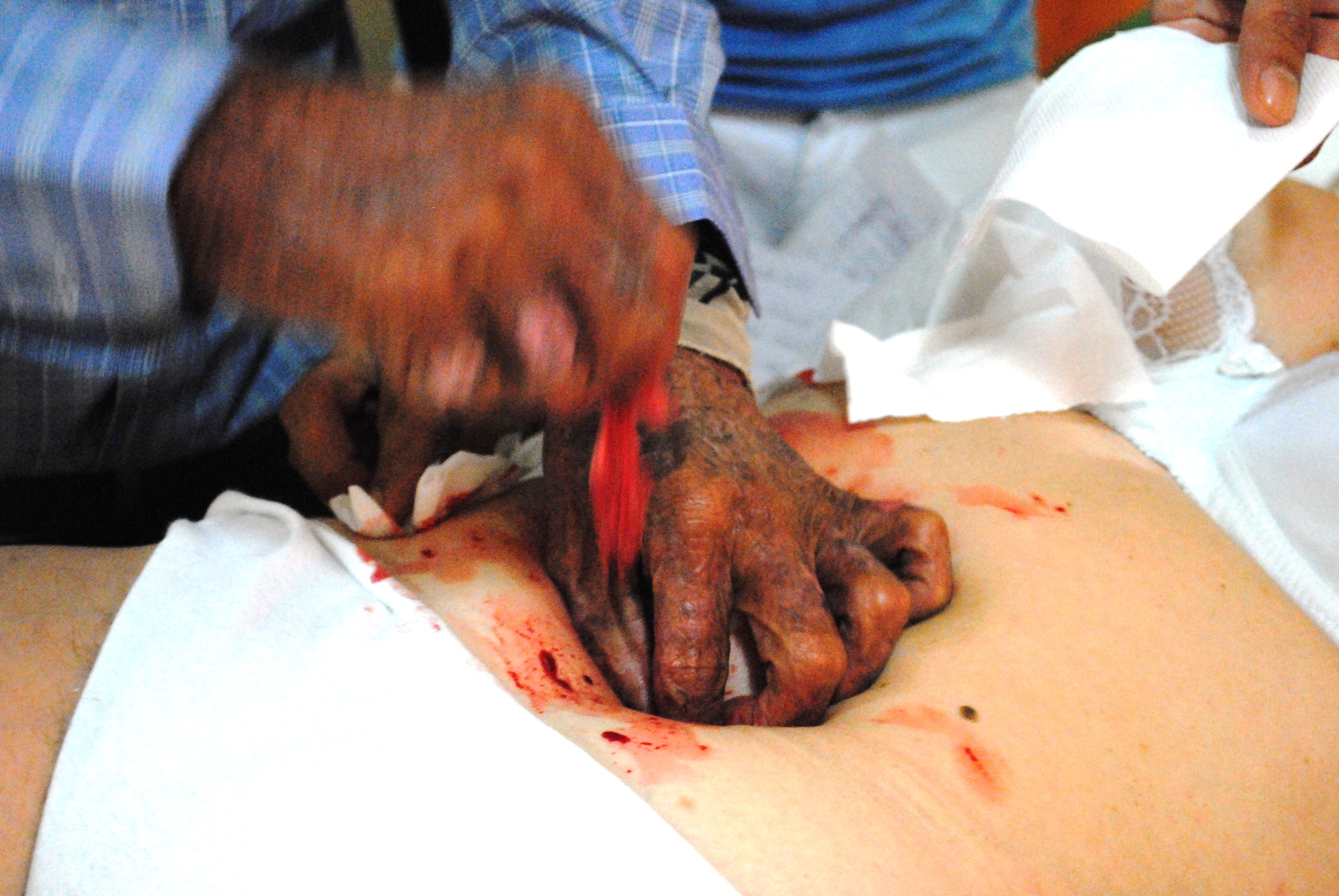
В. Гутиеррес извлекает больные ткани. Март, 2012 г.

Хи́лер (от англ. heal — исцелять) — народный целитель, якобы выполняющий хирургические операции без использования каких-либо инструментов, путём особых манипуляций.
Деятельность хилеров не признаётся современной медициной, механизм воздействия на пациента полагается аналогичным действию плацебо, а видимое хирургическое проникновение в тело больного и мгновенное заживление места операции является ловкостью рук.
Кроме того, деятельность хилеров в ряде стран рассматривается как форма медицинского мошенничества. В частности, Федеральная торговая комиссия США (англ. The Federal Trade Commission (FTC)) расценивает их как «полный обман» (англ. «total hoax»), а Американское противораковое общество (англ. The American Cancer Society (ACS)) видит прямой вред в опасности смертельного исхода из-за возможной задержки начала обычной медицинской помощи.

## Порядок проведения операций
Вне зависимости от конкретного исполнителя и места действия проведение операций имеет общие черты. Они состоят в том, что сначала хилер массирует пальцами область поверхности тела, собирая складку кожи. Далее создаётся впечатление, что его пальцы, погружённые в складку, проникают внутрь тела и выделяется некоторое количество крови. Из тела якобы достаётся некий органический материал. В конце подвергнутая воздействию поверхность кожи очищается от следов крови и никаких ран или шрамов не остаётся.
Обычно дело обходится без практической хирургии, но иногда хилеры совершают реальные разрезы. В некоторых частях света, где сильна вера в суеверия типа сглаза и т. п., хилеры могут извлекать из тела пациента посторонние предметы вроде стекла, проволоки или ткани, объясняя их материализацией болезни.

### Впечатление зрителя
Получить собственное впечатление, наблюдая за работой хилера, можно, просмотрев один из фильмов о них, например, показанный на Первом канале в 2006 году.
Зрительские впечатления стороннего наблюдателя довольно полно переданы известным журналистом Всеволодом Овчинниковым. В своей книге:293-299 он рассказал о посещении на Филиппинах популярнейшего тогда хилера Алекса Орбито (англ. Alex Orbito), который принимал занедуживших вблизи от Манилы в Кесон-Сити.
Первое, что бросилось Овчинникову в глаза в то раннее утро — большое количество посетителей, набившихся в тесный дворик. Порядка восьмидесяти человек, многие из которых пришли ещё с ночи, но народ продолжал прибывать. Двор был уставлен длинными лавками и походил на открытый кинотеатр с той разницей, что вместо экрана была стеклянная стена комнаты площадью около 30 квадратных метров. В комнате стояла кушетка, кресло и маленький столик. Так как местная главенствующая религия — католическая церковь поддерживает искусство хилеров, называя его «вероврачеванием», на столике лежала Библия, а на стене было распятие и плакат со словами Христа: «… по вере вашей да будет вам».
Около половины десятого началось пение псалмов, которое подхватили все присутствующие. В какой-то момент появился моложавый и невысокий Орбито. Хотя он приветливо улыбался, цепкий колючий взгляд создавал впечатление сжатой стальной пружины. Орбито подошёл к столику и, положив руки на Библию, напряжённо и сосредоточенно замер примерно на полчаса. Пальцы и лицо его заметно побледнели. Псалмы продолжались всё это время, а присутствующие постепенно дошли до экзальтации. Овчинников подчёркивает, что даже у него побежали мурашки.
Далее начался приём пациентов. Более всего поражал темп — одна, две минуты на операцию. Алекс Орбито, практически лишь взглянув на больного, указывал ему либо на кресло, либо на кушетку.
Очередной больной, располагаясь на кушетке не снимая ботинок, молча приподнял рубаху, а Орбито без анестезии и дезинфекции пальцами обеих рук сразу начал массировать больное место. Потом левая рука замерла, и стало отчётливо видно, как указательный и средний палец правой руки ушли куда-то вглубь. Хорошо просматривалась открывшаяся рана, заполненная кровью, и слышались какие-то чавкающие звуки. Из раны Орбито вытянул фрагмент чего-то коричневого, похожего на кусочек печени. Затем, по-прежнему оставляя неподвижной левую руку, правой взял ватный тампон, промокнул им рану и через секунду отошёл от стола. Ассистент новым тампоном, смоченным кокосовым маслом, удалил следы крови и протёр место операции, на котором не осталось даже шрама, лишь лёгкое покраснение. С начала процедуры прошло менее двух минут, а Орбито уже приступил к исцелению следующего. Также, не задавая вопросов, нашёл больное место, снова брызги красноватой жидкости, неясное чавканье, фрагменты тканей, мгновенное заращивание и переход к новому больному. Всё это на глазах десятков людей безостановочно повторялось раз за разом.

## История распространения
Первые известные операции проводились на Филиппинах в конце 40-х годов XX века. Они выполнялись Элеутерио Терте (Eleuterio Terte) и его учеником Тони Агпэоа (англ. Tony Agpaoa).
Внимание мировой общественности хилеры привлекли в 1959 году, когда появились публикации Рона Ормонда (англ. Ron Ormond) и Ормонда МакГилла (англ. Ormond McGill). Деятельность хилеров называлась там «хирургией четвёртого измерения», и откровенно отмечалось, что суть происходящего пока непонятна — то ли работа обычного фокусника, то ли чудо Господа.
Первым человеком, назвавшим себя оперирующим хилером, стал Алекс Орбито (Alex Orbito), известный по связи с актрисой и писательницей Ширли Маклэйн. Он позднее был арестован в Канаде по обвинению в мошенничестве, но вскоре выпущен за недоказанностью.
Деятельность хилеров широко освещалась в американских бульварных газетах весной 1984 года. Тогда популярному конферансье Энди Кауфману поставили диагноз рака лёгких (карцинома) и он поехал для лечения на Филиппины. Считалось, что лечение было успешно проведено, однако Кауфман в конце весны того же года умер от почечной недостаточности, возникшей вследствие метастаз.
Одним из известнейших во всём мире хилеров был бразилец Жозе Ариго.

### Работа хилеров с гражданами России и Украины

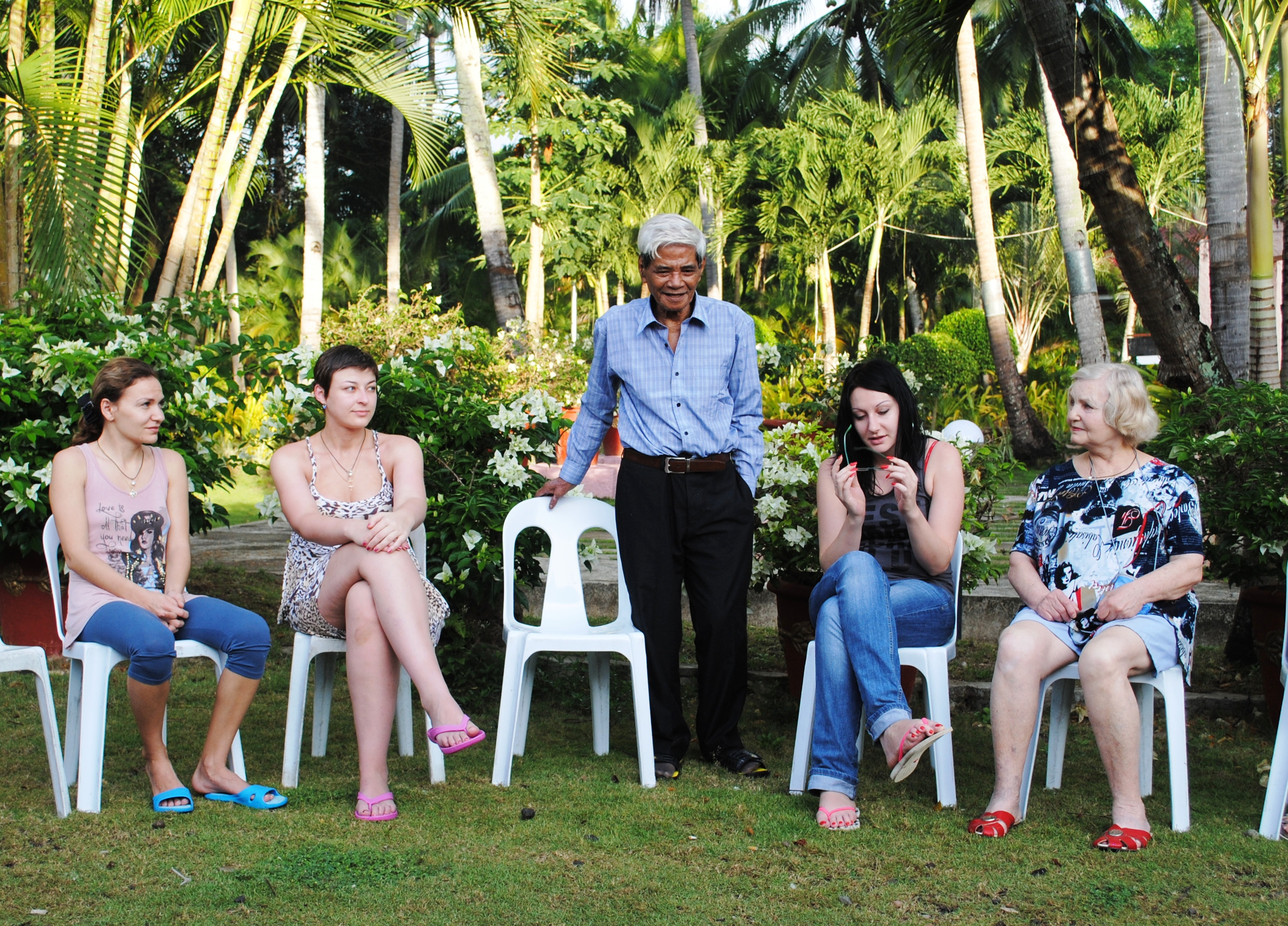
Виргилио Гутиеррес среди пациентов из России. Март, 2012 г.

В настоящее время хилеры, с гастролями или на постоянной основе, практикуют во многих странах мира. Не миновала этой участи и Россия, где, как и везде, имеются погибшие.

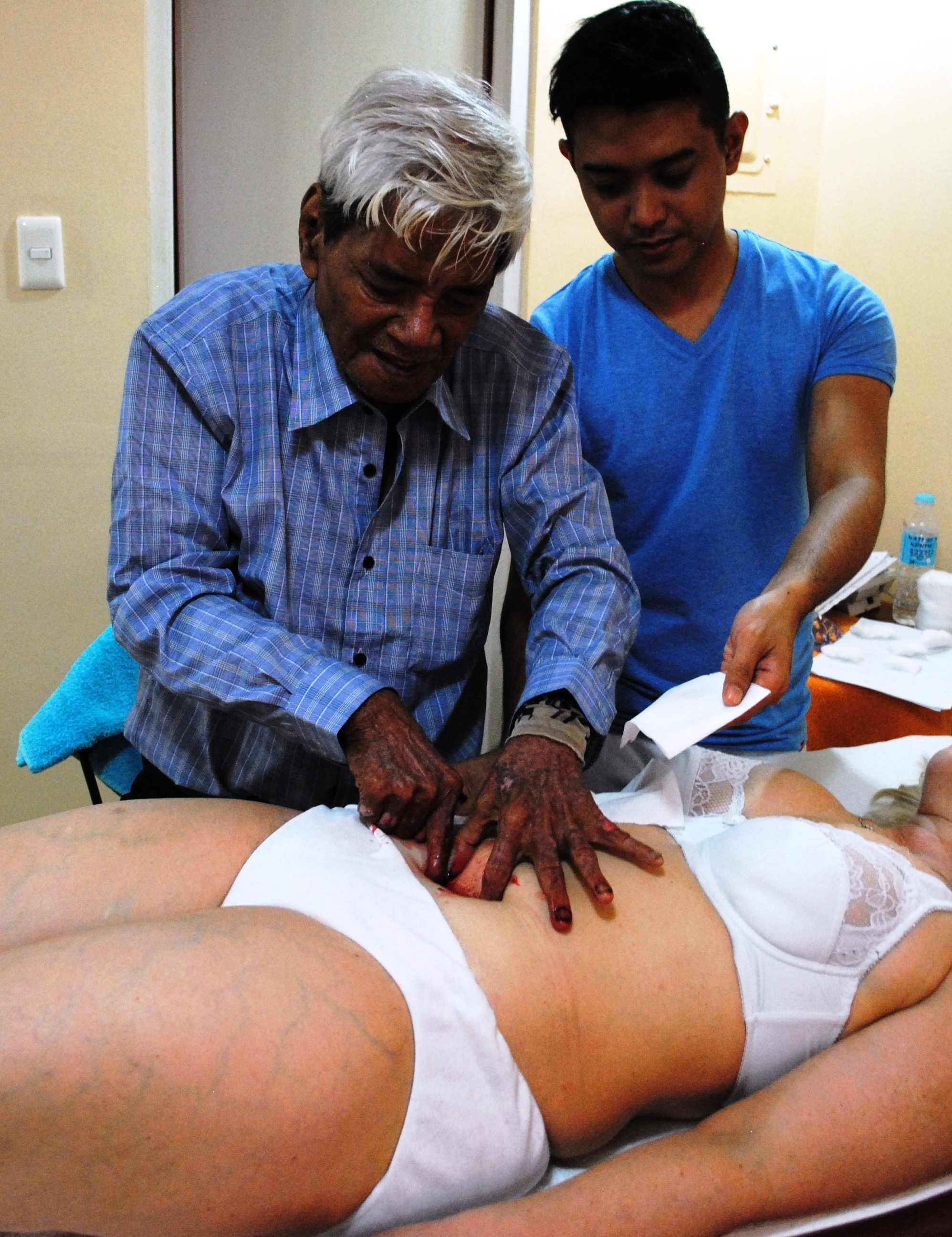
В. Гутиеррес с сыном при подготовке к операции. Март, 2012 г.

Слово «хилер» для определения филиппинских целителей используется только в странах бывшего СССР. В остальном мире, включая Филиппины, где английский является государственным языком, это понятие определяется выражением «экстрасенсорный хирург» (англ. psychic surgery).
В конце 90-х годов XX века, на первом этапе освоения российского рынка, филиппинские хилеры пытались сами приезжать в Россию. Например, целая группа во главе с известным представителем профессии и автором книги «Исцеление пониманием» Виргилио Гутиерресом (англ. Virgilio D. Gutierrez, Jr.) посетила Москву в апреле-мае 1996 года. Их силами было проведено обучение порядка ста человек, троих из которых пригласили стажироваться на Филиппинах. Проводились также консультации больных. Однако дальнейшего развития дело не получило.
По состоянию на 2012 год желающие общения с хилерами прибывали на Филиппины сами. Например, тот же В. Гутиеррес проводил свои сеансы на острове Себу. Пациентами преимущественно являлись жители России и Украины. С одной стороны, они располагали необходимыми средствами (лечение без учёта дороги и проживания стоило порядка 2000 $), с другой, в больших странах, где мнение мирового сообщества относительно хилеров малоизвестно, всегда обнаруживается достаточное количество ищущих чуда. Особого дохода это не приносит, да и отношение властей к хилерам постепенно ухудшается. Поэтому никаких специализированных клиник не существует, а шестидневные лечебные курсы организуют в съёмных номерах небольших периферийных гостиниц.

## Критика
В 1975 году Федеральная торговая комиссия США (англ. The Federal Trade Commission (FTC)) объявила, что деятельность хилеров является обманом. Это было сделано на основании судебного решения, запретившего американским туристическим агентствам устраивать оздоровительные туры к хилерам, в котором специально отмечалось: «Операции хилеров — чистая и полная подделка, а их „хирургия“ голыми руками является простой фальшивкой».
В 1990 году, проведя исследования, Американское противораковое общество (англ. The American Cancer Society (ACS)) заявляет, что не найдено доказательств какого бы то ни было положительного влияния операций хилеров на ход болезни, и настойчиво убеждает пациентов не тратить время и не прибегать к их помощи. Та же позиция и у Агентства по раку Британской Колумбии (англ. The British Columbia Cancer Agency). Суть претензий состоит не в том, что операции хилеров могут непосредственно нанести вред больному, а в возможной задержке или даже исключении обычного лечения, что чревато фатальными последствиями.
В России никаких официальных дел, связанных с хилерами, найти не удалось. Однако встречаются интервью с известными хирургами, которые изучали данный феномен. Например, рассказ д. м. н. Гершановича М. Л. — профессора, руководителя отдела терапевтической онкологии НИИ Онкологии им. проф. Н. Н. Петрова. В бытность врачом команды Анатолия Карпова в 1978 году он находился в Багио в рамках матча за первенство мира с Виктором Корчным. Тогда и удалось посетить хилера, причём с исследовательской целью. Гершанович М. для выяснения истины решил сам подвергнуться операции. Он хотел, чтобы ему удалили варикозный узел на ноге и небольшую доброкачественную опухоль, базалиому, над левым глазом. И то, и другое очень удобно для демонстрации результата, так как присутствовало на теле в явной форме. Несмотря на все старания хилера, удаления не получилось. И даже наоборот: вследствие этих стараний упомянутые образования воспалились, и их пришлось срочно оперировать уже дома, в Ленинграде. Итог эксперимента над собой Гершанович М. Л. выразил словами: «После всего увиденного могу дать присягу: хирургии не было, был искусный фокус».
Кроме того, критический материал о хилерах иногда попадает в российскую центральную прессу. Например, в 1998 году «Комсомольская правда» опубликовала небольшую заметку о гибели нескольких россиян после «успешного излечения» на Филиппинах.

## Мнения иллюзионистов
Популярный иллюзионист Джеймс Рэнди, известный разоблачениями экстрасенсов, считает «хирургию» хилеров мошенничеством ловких рук. Он утверждает, что их действия могут обмануть только неподготовленных зрителей, но совершенно очевидны профессионалам. Он через свой Фонд предлагает миллион американских долларов любому, доказавшему сверхъестественные способности. Сам Рэнди легко повторял действия хилеров. Аналогично поступило достаточно много действующих фокусников. Например, Милбоерн Кристофер, Роберт Гертлер (англ. Robert Gurtler), Крисс Анджел.
Объясняя действия хилера, Рэнди утверждает, что его рука, находящаяся под складкой собранной кожи пациента, создаёт у последнего полное ощущение проникновения внутрь. Удалённые фрагменты легко изображаются расправленными комочками внутренностей животных, спрятанными либо в руке, либо в легко доступном месте на уровне стола. Имитация кровотечения достигалась Рэнди использованием небольшого пакетика с кровью или пропитанной кровью губки. Впрочем, для усиления правдоподобности иллюзии известны случаи совершения реальных надрезов.